# 八王子市陵南会館爆破事件
八王子市陵南会館爆破事件（はちおうじしりょうなんかいかんばくはじけん）とは、1990年（平成2年）10月9日に東京都八王子市で発生した爆弾テロ事件。
日本の新左翼の革労協解放派が起こした事件である。

## 標的の来歴

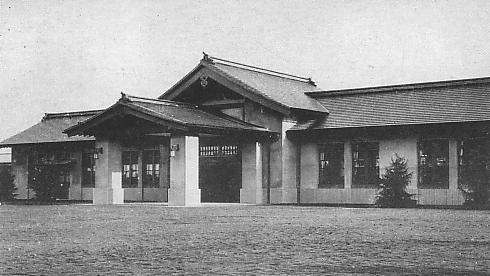
往年の旧東浅川駅

標的となった「陵南会館」は地元の八王子市の公民館で、元は国鉄中央本線の東浅川駅であった東浅川駅は大正天皇の大喪列車用の臨時駅として開設された皇室専用の駅で、社殿造の駅舎であった。
皇室の多摩御陵参拝に自動車を利用することが多くなったため、1960年（昭和35年）に廃止され、1962年（昭和37年）に国鉄から八王子市に払い下げられ、「陵南会館」という公民館となった。

## 事件の概要
平成に改元後の1990年（平成2年）11月12日、第125代天皇明仁の即位の礼が挙行されることになった。新左翼各派は即位に反対すべく日本各地でテロ事件を続発させていた。
1990年10月9日、陵南会館の西側勝手口付近で突如爆発音とともに火の手が上がった。火は約1時間後に消し止められたが、陵南会館の大半を焼失し、付近の民家の窓ガラスが割れるなどの被害が出た。幸いにも死傷者はなかった。
1990年10月13日、革労協解放派の「革命軍」の名で犯行声明が各報道機関に郵送された。

## 捜査
事件後の現場検証で消火器爆弾と時限式発火装置の残骸が発見されたため、警視庁公安部は新左翼による爆弾テロ事件と断定。八王子警察署に捜査本部を設置した。
1990年11月5日、警視庁公安部は杉並区下高井戸にある革労協解放派（狭間派）の拠点「現代社」を現住建造物等放火、爆発物取締罰則違反容疑で家宅捜索、フロッピーディスクなど24点を押収した。
1990年11月6日、警視庁公安部は駒澤大学構内にある拠点を現住建造物等放火、爆発物取締罰則違反容疑で家宅捜査、ビラなど22点を押収した。
1990年11月11日、警視庁公安部は明治大学の学生会館と学苑会室を捜索、機関紙やビラなど42点を押収した。
1990年11月21日、警視庁公安部は本事件と絡み身体捜索をしようとした捜査員に暴行した非公然活動家1人を公務執行妨害で現行犯逮捕した。

## 事件が与えた影響
従来、新左翼の皇室テロの対象は国有財産法上の「皇室用財産」など皇室関連施設、天皇や皇族を祭神とする神社など、現在も何らかの形で皇室に関わりのある施設が主であった。ところが本事件のように、過去の皇室関連施設も標的となったことで、警備対象は一気に拡大することとなった。